# Sanitätsbrigade 1
Die Sanitätsbrigade 1 war eine der Sanitätsbrigaden der Bundeswehr. Der Stabssitz war Leer. Die Sanitätsbrigade war zuletzt dem Sanitätsführungskommando im Zentralen Sanitätsdienst der Bundeswehr unterstellt. Die längste Zeit ihres Bestehens war die Sanitätsbrigade Teil des Heeres.

## Geschichte

### Vorgeschichte
Nach Ende des Ost-West Konflikts wurde die Struktur der Sanitätstruppe zur Einnahme der Heeresstruktur V bzw. V (N) geändert. Ein Großteil des Sanitätstruppe im westdeutschen Feld- und Territorialheer war bisher auf oberster Ebene in Sanitätskommandos gegliedert. Die westdeutschen Korps führten als Korpstruppen je ein Sanitätskommando. Analog führten die Territorialkommandos ebenfalls ein direkt unterstelltes Sanitätskommando.
In der neuen Struktur wurde die Masse der oben aufgezählten Truppenteile der Sanitätskräfte des Feld- und Territorialheers – soweit diese nicht außer Dienst gestellt wurden – in neu aufgestellten Sanitätsbrigaden zusammengefasst. Nach ähnlichem Prinzip erfolgte die Aufstellung der Logistikbrigaden und Führungsunterstützungsbrigaden bei den Korps. Diese fusionierten Großverbände neuen Typs vereinten Truppenteile und Aufgaben des bisherigen Feld- und Territorialheeres. Erst im Verteidigungsfall wären die Verbände voraussichtlich wieder getrennt worden. Zur Aufstellung der Sanitätsbrigaden wurden insbesondere die umfangreiche Reservelazarettorganisation und die Transportkapazitäten der Sanitätskommandos stark reduziert. Vorgesehen war, jedem der drei geplanten Korps/Territorialkommandos jeweils eine Sanitätsbrigade zu unterstellen. Entsprechend erfolgte die Nummerierung der neu aufzustellenden Sanitätsbrigaden:
- Sanitätsbrigade 1 für das geplante I. Korps/Territorialkommando Nord
- Sanitätsbrigade 2 für das geplante II. Korps/Territorialkommando Süd
- Sanitätsbrigade 4 für das nach der Wiedervereinigung in Ostdeutschland neu aufgestellte IV. Korps/Territorialkommando Ost, das zunächst als Korps/Territorialkommando Ost bezeichnet wurde. Entsprechend wurde die Sanitätsbrigade 4 zunächst als Sanitätsbrigade Ost bezeichnet.[A 1]

Letztlich kam es nicht zu der Aufstellung der fusionierten Korps/Territorialkommandos in Westdeutschland. An der Aufstellung der Sanitätsbrigaden bei den Korps bzw. beim Korps/Territorialkommando Ost hielt man jedoch fest.

### Aufstellung
Die Sanitätsbrigade 1 wurde im Oktober 1993 in Leer aufgestellt. Zur Aufstellung wurde Truppenteile, Personal und Material der etwa zeitgleich aufgelösten norddeutschen Sanitätskommandos 1, 600 und 800 herangezogen. Zum 10. April 1996 wurde die Sanitätsbrigade 1 dem Heeresunterstützungskommando unterstellt.

### Wechsel vom Heer in die Streitkräftebasis
Nach Aufstellung des Zentralen Sanitätsdienstes der Bundeswehr wechselte die Sanitätsbrigade 1 im Oktober 2001 zum Sanitätsführungskommando.

### Auflösung
Die Sanitätsbrigaden wurden nach dem Wechsel zum Zentralen Sanitätsdienstes der Bundeswehr zur Aufstellung der Sanitätskommandos I bis IV aufgelöst. Die Sanitätsbrigade 1 wurde im März 2003 aufgelöst. Teile wurden für die Aufstellung des Sanitätskommandos I verwendet. Da die Sanitätsbrigade 1 durch die Führung der Luftlandesanitätskompanien 260 und 270 bereits ohnehin häufiger als andere Sanitätsbrigaden mit der sanitätsdienstlichen Betreuung in den Auslandseinsätzen betraut war, entstand aus ihrem Kern am selben Standort folgerichtig das Kommando Schnelle Einsatzkräfte Sanitätsdienst.

## Verbandsabzeichen

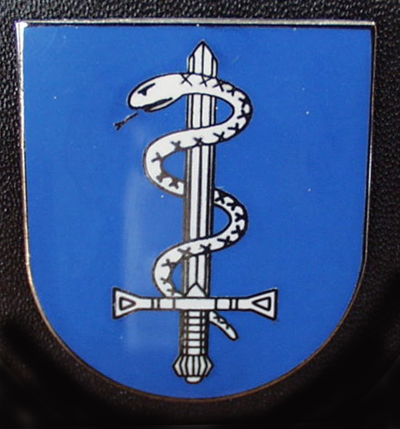
Internes Verbandsabzeichen des Stabes/Stabskompanie

Die Sanitätsbrigade führte anders als die meisten anderen Brigaden des Heeres kein eigenes Verbandsabzeichen. Die Soldaten trugen daher das Verbandsabzeichen des übergeordneten Großverbandes.
Als „Abzeichen“ wurde daher unpräzise manchmal das interne Verbandsabzeichen des Stabes und der Stabskompanie „pars pro toto“ für die gesamte Sanitätsbrigade genutzt. Es zeigte eine Interpretation des Äskulapstabes ähnlich wie im Barettabzeichen der Sanitätstruppe. Statt eines traditionellen Stabes war ein nach oben zeigendes Schwert abgebildet. Die Farbe des Schildes entsprach der blauen Waffenfarbe des Sanitätsdienstes im Heer. Alle internen Verbandsabzeichen der Stäbe der norddeutschen Sanitätskommandos 1, 600 und 800 zeigten ebenfalls den Äskulapstab auf blauen Grund. Das interne Verbandsabzeichen des Stabes des „Nachfolgers“ Kommando Schnelle Einsatzkräfte Sanitätsdienst führte das Verbandsabzeichen in leicht veränderter Form fort.